# باناتسکی برستوواتس
باناتسکی برستوواتس (به صربی: Banatski Brestovac) یک روستا در صربستان است که در Pančevo Municipality واقع شده‌است. باناتسکی برستوواتس ۶۱٫۹۰ کیلومتر مربع مساحت و ۳٬۲۵۱ نفر جمعیت دارد.